# Monte Westmore
Montague "Monte" Westmore (22 de julio de 1902 – 30 de marzo de 1940) fue un artista del maquillaje en Hollywood, el mayor de los seis hijos de George Westmore. Trabajó para Famous Players-Lasky y Selznick International Pictures. Fue el jefe del departamento de maquillaje en Selznick y trabajó en películas clásicas que incluyen Lo que el viento se llevó (1939) y Rebeca (1940). Su muerte de un ataque al corazón después de una amigdalectomía se ha atribuido al exceso de trabajo durante el rodaje de Lo que el viento se llevó. Tuvo tres hijos, Marvin, Michael, y Monty, todos también artistas del maquillaje.

## Biografía
Monte era miembro de la familia Westmore y el mayor de los seis hijos de George Westmore. Nació en Newport, Isla de Wight. Monte fue el primero en dejar la casa paterna, y en 1920 empezó a trabajar primero en un aserradero y después como camarero y friegaplatos en el estudio Famous Players-Lasky. Sus hermanos eran Perc, Ern, Wally, Bud y Frank, que trabajaron todos también en departamentos de maquillaje en estudios importantes de Hollywood. La familia obtendría una estrella combinada en el Paseo de la fama de Hollywood en 2008.
Trabajó en El caíd (1921) y convenció al actor Rodolfo Valentino para dejarle ser su maquillador personal, creando en el proceso su característico estilo latino. Continuó como maquillador de Valentino hasta la muerte del actor en 1926, y después trabajó por cuenta propia para Gloria Swanson, Clara Bow y Sonja Henie. Fue también el responsable de que el actor H. B. Warner controlara su alcoholismo durante la producción de Rey de Reyes (1927), donde interpretaba a Jesucristo, al hacer ingerir aceite de hígado de bacalao al actor hasta que vomitaba siempre que aparecía bebido por su set de maquillaje. Después de varias semanas, Warner dejó de beber.
Su trabajo en Mutiny in the Bounty (1935) lo llevó a ser contratado como jefe del departamento de maquillaje en Selznick International Pictures. También trabajó en el Oddie Beauty Salon, donde entrenó a Constance Nichols que se convertiría en la estilista personal de varios actores y actrices de Hollywood.
Seguía siendo el jefe del departamento de maquillaje durante Lo que el viento se llevó (1939), Intermezzo (1939) y Rebeca (1940). Personalmente creó el maquillaje para Scarlett O'Hara en las pruebas de cámara para Lo que el viento se llevó y el maquillaje de todos los secundarios y extras vistos en la película. No recibió crédito en pantalla por su trabajo en la película, porque no fue habitual incluir en los créditos a los maquilladores hasta la década siguiente. La gran cantidad de trabajo durante esta superproducción ha sido atribuida como causa principal de su muerte. En 1940, se sometió a una amigdalectomía, y tras la operación sufrió un ataque al corazón fatal el 30 de marzo, pocos meses después del estreno de la película.
Monte tuvo tres hijos, incluyendo Michael Westmore, que ganó un Óscar al Mejor Maquillaje por la película Máscara (1985), y nueve premios Emmy. Su hijo Monty Westmore fue también nominado para ambos un premio de la Academia y un premio Emmy. Su tercer hijo fue Marvin Westmore, fundador y CEO del George Westmore Research Library & Museum.

## Filmografía parcial
- El caíd (1921)
- Rey de Reyes (1927)
- Forbidden (1932)
- Las Cruzadas (1935)
- Lo que el viento se llevó (1939)
- Intermezzo (1939)
- Rebeca (1940)